# スペクトラム (日本のバンド)
スペクトラム（SPECTRUM）は、1979年から1981年まで活動した日本のジャズ、フュージョン、ブラス・ロックバンド。金管楽器（ブラス）をメインにした日本で初めてのロックバンドである。デビューから解散までアミューズに所属していた。メンバーの一部は、後にBLUFFに参加している。

## 来歴
- 伊丹幸雄のバックバンド「ロックンロールサーカス」、次にあいざき進也のバックバンド「ビート・オブ・パワー」と経て、キャンディーズのバックバンドとなった「MMP（ミュージック・メイツ・プレイヤーズ）」。そのMMPから独立してトランペット奏者の新田一郎、兼崎順一とサックス奏者の中村哲が作ったユニット「ホーン・スペクトラム」（バンド名の由来）。1978年4月4日に後楽園球場で行われたキャンディーズ「ファイナルカーニバル」の後、中村が脱退することになった際に、自分たちも何かやりたいと考えた新田と兼崎が、MMPのベーシストだった渡辺直樹と合流し、他のメンバーを勧誘して1979年結成。同年5月12日から6月8日にかけてアメリカ・ロサンゼルスでデビューアルバムのレコーディング。7月22日西武球場(当時)で行われた'80S JAM OVER JAPANが初お披露目となり、ライブのオープニングを飾った。8月25日にデビューシングル「トマト・イッパツ」とアルバムSPECTRUMを発売。同時に『24時間テレビ 「愛は地球を救う」』番組内のチャリティーコンサートに出演した。
- トランペット奏者の新田一郎が中心になって結成されたバンドであり、ブラスの音が鳴り響くEW&F風なサウンドと、新田のファルセットボーカル[2]、ギタリスト西慎嗣のロック系ボーカル、ベーシスト渡辺直樹のAOR系ボーカルの3人のボーカルが大きな特徴である。
- 「IN THE SPACE」がEW&Fに似すぎていたため「EW&Fもどき」「アースのモノマネ」などという批判も起きたが、実際はシカゴやブレッカー・ブラザーズの影響の方が大きいとみられ、特にリーダーの新田は「シカゴの1stアルバム1曲目である『イントロダクション』を聞いて人生が変わった」とラジオ番組で発言していた
- 1stアルバム『SPECTRUM』や2ndシングル「IN THE SPACE」[注釈 1]により、当初は吹奏楽に携わる若者や洋楽ファンを中心に、徐々にその存在が知れ渡っていった。コンスタントなライブ活動を続けながら、2ndアルバム『OPTICAL SUNRISE』や3rdアルバム『TIME BREAK』を制作。
- その一方で、古代ローマの戦士を思わせる甲冑や北欧のバイキングをイメージした被りもの付きの派手なコスチュームを着用し、ギター、ベース、トランペット X 2、トロンボーンの5人が最前列に一列に並び、演奏しながら振り付けを合わせて踊るパフォーマンスのインパクトが強く、またメンバーの冗談好きもあって「色物系バンド」と誤解されることもあった。
- 4thシングル「SUNRISE」は、プロレスラーのスタン・ハンセンの入場曲として有名である[注釈 2]。。
- 1981年7月5日新宿厚生年金会館(当時)のコンサート「SECOND NAVIGATION」で活動停止が発表され、同年9月22日の武道館ライブ「SPECTRUM FINAL CONCERT～世紀の哀しきブラスバンドクラブ」を最後に解散。

### 解散後
- 新田はソロ活動（兼崎がサポート）と作家活動と「ホーン・スペクトラム」としてのスタジオワークス（後に芸能プロダクション経営）、渡辺・岡本はAB'Sを結成（2003年再結成）するなど、活動の場を広げた。吉田はJVCケンウッド・ビクターエンタテインメント青山スタジオのレコーディング・エンジニアに転身した。奥は作・編曲家として、現在に至るまでアニメーション作品を始め、多数の楽曲を発表している。
- 1991年にオリジナルアルバム全6タイトルがCD化、メンバー自身（特に吉田）が作ったリミックス盤も発売された。
- 過去何度か再結成の噂が流れたが、解散後全メンバーが揃って公の場に現れたことは一度もない[注釈 3]。リーダーだった新田は、プレイヤーとしての活動を停止し芸能プロダクションの経営に専念していたが、そのプロダクションは2010年に消滅している。
- トロンボーン奏者だった吉田は2006年頃からプレイヤーとしてのライブ活動を再開し、同年12月よりアマチュアミュージシャンを対象とした「"Brass Rock Spirits" Clinic for Rock & Funk Horns」という講習会を企画してスペクトラムの楽曲を実際に指導し、後進の育成にも乗り出している。さらに2007年より「Sax & Brass Magazine」にて連載も開始している。スペクトラムファンおよび元メンバーとの交流に最も熱心な存在となっている。
- 2006年9月22日、元メンバーの吉田、西、岡本、今野の4人がそのトリビュート・ライブにサプライズ・ゲストとして参加した（のちに元メンバーの吉田、岡本、今野が参加するブラス・ロックバンド「BLUFF」の結成のきっかけになったとされている）。
- 2009年8月23日、ファンの有志が企画した「デビュー30周年記念祭」というイベントが実施された。
- 2010年5月9日、兼崎の還暦記念ライブが行われ、元メンバーの吉田、西、岡本、今野、渡辺が参加。スペクトラム時代のナンバーも披露した。
- 2013年5月28日発売の『サックス&ブラス・マガジン vol.27』（リットーミュージック）において、スペクトラム特集が組まれた。新田、兼崎、吉田の3人のインタビュー記事、使用楽器紹介、ディスコグラフィ、ホーン・アレンジ&奏法分析、セッション参加作品選などの紹介。「トマト・イッパツ」「モーション」「サンライズ」のホーン譜の解説を、スペクター3号・吉田と現在共にブラスロックバンド・“BLUFF”で活躍する松木隆裕が寄稿している[3]。
- 2013年7月2日、タワーレコード限定でオリジナルアルバム全6タイトルのリマスター盤を発売。初CD化を含むボーナストラックが新たに追加された。それに合わせて、毎年9月22日にはプロのミュージシャンによるトリビュート・ライブが都内で行われている。

2017年9月22日、元メンバーの吉田、岡本、今野が現在所属している“BLUFF”が『BLUFF plays SPECTRUM』と銘打ち、全編スペクトラムの楽曲で構成したライブを新宿BLAZEで行った。BLUFF発足時に参加していた今野多久郎も全曲参加（その後BLUFFに復帰）。また、スペシャルゲストに兼崎順一、西慎嗣を迎えて往年の楽曲の数々を演奏した。
- 2020年、タワーレコード限定でライブ盤を除くオリジナルアルバム全5タイトルのSACD/CDハイブリッド盤を発売。株式会社ステレオサウンドの協力の元、オリジナルのレコーディング・エンジニアである高田英男をサウンド・スーパーバイザーに迎え、現存するオリジナル・アナログ・マスターテープから最新リマスタリング（DSDリマスタリング）がされている[6]。
- 2024年、「F・L・Y」がゲームやアニメを紹介する動画のBGMに使われたことをきっかけに、アメリカをはじめ世界的に海外のサブスクやTikTok、Youtubeなどの再生回数が飛躍的に伸び、F・L・YはBillboard JAPAN“Japan Songs（US）”でトップ5にランクイン（4位）した[7]。

## エピソード
- 長らくファンの間では、4作目「SECOND NAVIGATION」についての制作会議が内容を巡って紛糾したことから解散が決まり、その方向性の違いがコンテンポラリーなポップ・ロックアルバム「SECOND NAVIGATION」と吹奏楽部を舞台にしたミュージカル・コメディ作「SPECTRUM BRASSBAND CLUB」に表れたとされていたが、2013年にリマスタリングされ再販されたアルバムのライナーノーツに掲載されたリーダー・新田のインタビューで、それが事実ではないことが明らかにされた。
新田によると、解散が決まったのは3作目「TIME BREAK」が完成した直後。当時大人気だったイエロー・マジック・オーケストラや同じ事務所のサザンオールスターズを引き合いに、大ヒット曲を出して売れることを事務所に要求された新田が、バンドの良さを失わずに数字が上がる方向に強引に持っていこうとする中で、メンバーからいろいろな意見や不満が出て収拾がつかなくなった。そのため事務所の判断により、新田プロデュース体制から新田を除くメンバー主導の体制に変更となり、事務所の指示で新田に変わって兼崎順一がまとめ上げたのが3作目「TIME BREAK」だったが、完成して間もなく解散が決まった。新田と所属するアミューズの大里洋吉会長とファンクラブ担当の3人で話し合った結果、日本武道館でのファイナルコンサートが決まったため、新田はリーダーとして解散が決まったバンドを解散までの1年間引っ張らないといけなくなった。そこで武道館コンサートまで行き着く前に崩壊してしまうことを防ぐ意味で、メンバーの気持ちをレコーディングに向かせるため、解散前に2枚のアルバムを同時に作ることにして、リズム隊が「SECOND NAVIGATION」ホーン隊が「SPECTRUM　BRASSBAND CLUB」を担当したというのが一連の流れであるとした。その後、リーダーとして解散コンサートのアルバムを仕上げてマスター・テープを工場に入れるまでの全ての残務処理を終えた後、事務所で一応見ておけとスペクトラムの全活動の収支報告書を渡され「とりあえず黒だ」と言われたことを今でも記憶していて、その時が自分の解散コンサートが終わった瞬間だったと語っている。
また新田は「SPECTRUM　BRASSBAND CLUB」に収録の曲「コンクールが近いよ」が新田からファンへのラスト・メッセージであり、この曲を思い出すと今でも泣けてくる。それと、わずか2年の活動だったことで、まさにこれから応援していこうという時に突然解散宣言されてしまったファンが一番可哀想だった、とも語っている。
- スタジオで制作された最後のアルバムになった5作目『SPECTRUM BRASSBAND CLUB』（1981年）の企画書は、現在はテレビゲーム『桃太郎電鉄』などを手掛けたゲームライターとしての顔が知られるさくまあきらが「綾狩一郎」名義で書いたもの。さくまは作詞の依頼を受けた際にスペクトラムをコミックバンドだと聞いていたため、ギャグ要素を盛り込んだ内容の歌詞を持ち込んだ[8]。
メンバー全員がスタジオに詰め、楽曲作成してきた過去4作と異なり5作目の本作は、メンバーが個別にスタジオに入り、パートごとに各トラックを録音して製作された。ちなみに翌82年にさくまは新田から楽曲提供を受けてレコードデビューしている[注釈 4]。

## メンバー
- スペクター1号　新田一郎（トランペット / ボーカル）
- スペクター2号　兼崎順一（トランペット）
- スペクター3号　吉田俊之（トロンボーン）
- スペクター4号　渡辺直樹（ベース / ボーカル）
- スペクター5号　西慎嗣（ギター/ボーカル）
- スペクター6号　奥慶一（キーボード）
- スペクター7号　岡本郭男（ドラムス）
- スペクター8号　今野拓郎（パーカッション）現：今野多久郎

今野は解散後、河内淳一らと共にスタジオバンド「STR!X」に在籍。更に桑田佳祐・原由子のサポートメンバーとしても2000年頃まで長きに亘り活動。KUWATA BANDではリーダーを務める。また、いかすバンド天国のプロデューサー・審査員としても知られる。2018年、BLUFFに再加入した（吉田、岡本もBLUFFのメンバーである）。
パーカッションは、今野が加入するまではMMPのメンバーでもあった菅原由紀がサポートしていた。そのため1979年11月1日発売のシングル「イン・ザ・スペース」ではメンバーの欄には菅原由紀が表記されている。今野は同年11月13日、東京・日本青年館でのコンサート「SPECTRUM SHOCK」で正式メンバーとなった。

## ディスコグラフィー

### シングル
|     | 発売日          | タイトル                                  | 収録曲                             | 作詞・作曲・編曲                                      | 備考                                      |
| --- | --------------- | ----------------------------------------- | ---------------------------------- | ----------------------------------------------------- | ----------------------------------------- |
| 1st | 1979年 8月25日  | トマト・イッパツ                          | トマト・イッパツ                   | 作詞：宮下康仁 作曲・編曲：スペクトラム               |                                           |
| 1st | 1979年 8月25日  | トマト・イッパツ                          | ロリータ                           | 作詞：宮下康仁 作曲・編曲：スペクトラム               |                                           |
| 2nd | 1979年 11月1日  | イン・ザ・スペース                        | イン・ザ・スペース                 | 作詞：宮下康仁 作曲・編曲：スペクトラム               | Technics「'80s スペースシリーズ」CMソング |
| 2nd | 1979年 11月1日  | イン・ザ・スペース                        | アクトショー (Live Version)        | 作詞：宮下康仁 作曲・編曲：スペクトラム               |                                           |
| 3rd | 1980年 3月5日   | F・L・Y / ミーチャン Going to the Hoikuen | F・L・Y                            | 作詞：Mabo 作曲・編曲：スペクトラム                   | 両A面                                     |
| 3rd | 1980年 3月5日   | F・L・Y / ミーチャン Going to the Hoikuen | ミーチャン Going to the Hoikuen    | 作曲・編曲：スペクトラム                              | 両A面                                     |
| 4th | 1980年 6月5日   | SUNRISE                                   | SUNRISE                            | 作詞：山川啓介 作曲・編曲：スペクトラム               |                                           |
| 4th | 1980年 6月5日   | SUNRISE                                   | SONG                               | 作詞：宮下康仁 作曲・編曲：スペクトラム               |                                           |
| 5th | 1980年 11月21日 | 夜明け（アルバ）                          | 夜明け（アルバ）                   | 作詞：近田春夫、スペクトラム 作曲・編曲：スペクトラム | セイコー「ALBA」CMソング                  |
| 5th | 1980年 11月21日 | 夜明け（アルバ）                          | やすらぎ (Love For You)            | 作曲・編曲：スペクトラム                              |                                           |
| 6th | 1981年 6月21日  | Night Night Knight                        | Night Night Knight                 | 作詞：巻上公一 作曲：渡辺直樹 編曲：スペクトラム      |                                           |
| 6th | 1981年 6月21日  | Night Night Knight                        | Paradise                           | 作詞：スペクトラム 作曲：奥慶一 編曲：スペクトラム    |                                           |
| 7th | 1991年 1月21日  | In The Space (Super Remix Version)        | In The Space (Super Remix Version) | 作詞：宮下康仁 作曲・編曲：スペクトラム               |                                           |
| 7th | 1991年 1月21日  | In The Space (Super Remix Version)        | Act-Show (Super Remix Version)     | 作詞：宮下康仁 作曲・編曲：スペクトラム               |                                           |

### アルバム
- スペクトラム SPECTRUM（1979年8月25日発売）
- スペクトラム2 OPTICAL SUNRISE（1980年3月5日発売）
- スペクトラム3 TIME BREAK（1980年11月21日発売）
- スペクトラム4 SECOND NAVIGATION（1981年6月21日発売）
- スペクトラム5 SPECTRUM BRASSBAND CLUB（1981年9月5日発売）
- スペクトラム6 SPECTRUM FINAL Budoukan Live Sept. 22,1981（1981年11月15日発売）
- スペクトラム SUPER REMIX 1991（1991年2月21日発売）

### ベスト・アルバム
- スペクトラム BEST '81（1981年発売、未CD化）
- スペクトラム伝説 THE LEGEND OF SPECTRUM（LP版）（1983年発売）
- スペクトラム伝説 THE LEGEND OF SPECTRUM（CD版）（1985年発売）
- スペクトラム ゴールデン☆ベスト GOLDEN☆BEST （2008年12月17日発売・二枚組）
- スペクトラム スーパーベスト（2012年発売）
- ゴールデン☆ベスト スペクトラム - レジェンド -（2015年6月24日）

### DVD
| 発売日        | タイトル                                                           | 収録内容 |
| ------------- | ------------------------------------------------------------------ | --- |
| 2003年3月26日 | SPECTRUM LIVE AT BUDOUKAN Sep. 22, 1981「NEVER CAN SAY GOOD-BYE」  | 1. Never Can Say Good-Bye 2. His Native Place（故郷） 3. サンバ・イン・F 4. メモリー 5. His Native Place（故郷） 6. Longing（思慕） 7. サンバ・イン・F 8. MOTION 9. FIRST WAVE 10. おてもやん 11. QUESTION '81 & '82 12. ROCK'N'ROLL CIRCUS （挿入曲：ピンクパンサーのテーマ） 13. ACT SHOW 14. NIGHT NIGHT KNIGHT 15. IN THE SPACE 16. TOMATO IPPATSU 17. SUNRISE 18. 青春とはなんなんだ!                                                                     |
| 2004年1月21日 | SPECTRUM LIVE TIME BREAK LIVE AT SHIBUYA KOUKAIDOU -SPECTRUM 2004- | 1. MOTION 2. IN THE SPACE 3. 侍's 4. ACT SHOW 5. SUNRISE 6. 夜明け（アルバ） 7. LYRISCHE SUITE "RESPITE OF A SOLDIER" 抒情組曲"戦士の休息"より REMINISCENCE（回想） 8. LOVE（愛） 〜HIS NATIVE PLACE（故郷） LONGING（思慕） CHILDREN（子供たち） GOD（神） 9. AN ILLUSION（幻夢） 〜The South Pacific〜（南太平洋） 10. AWAKENING（目覚め） 11. INTERVIEW-1 12. IN THE SPACE（PV） 13. INTERVIEW-2 14. ACTSHOW（PV） 15. INTERVIEW-3 16. トマトイッパツ（PV） |

### DVD + CD
1981年にVHDで発売された「TIME BREAK TOUR」のライブ映像が、DVD化され、タワーレコード限定で発売された。
| 発売日        | タイトル                                      | 収録内容 |
| ------------- | --------------------------------------------- | --- |
| 2016年3月30日 | SPECTRUM LIVE / TIME BREAK + STUDIO LIVE 1979 | 【DVD】SPECTRUM LIVE / TIME BREAK 1. MOTION 2. IN THE SPACE 3. 侍's 4. ACT SHOW 5. SUNRISE 6. 夜明け（アルバ） 7. LYRISCHE SUITE "RESPITE OF A SOLDIER" 抒情組曲"戦士の休息"より REMINISCENCE（回想） 8. LOVE（愛） 〜HIS NATIVE PLACE（故郷） LONGING（思夢） CHILDREN（子供たち） GOD（神） 9. AN ILLUSION（幻夢） 10. AWAKENING（目覚め） 11. INTERVIEW-1 新田一郎 + 大伴良則 12. IN THE SPACE（プロモーション・ビデオ） 13. INTERVIEW-2 新田一郎 + 大伴良則 14. ACT SHOW（プロモーション・ビデオ） 15. INTERVIEW-3 新田一郎 + 大伴良則 16. トマトイッパツ（プロモーション・ビデオ） 17. SUNRISE 【CD】STUDIO LIVE 1979 1. ACT SHOW (Live) (2016 MIX) 2. トマトイッパツ 3. ロリータ 4. オリジナル侍'S 5. ACT SHOW（ロング・ヴァージョン） |

### その他
- 山田邦子アルバム「山田邦子ファースト」（演奏）
- 「服部半蔵 影の軍団」オープニング曲『影の軍団メインテーマ』（演奏）
- 日活ロマンポルノ「美少女プロレス 失神10秒前」主題歌『イン・ザ・スペース』（解散後の使用）